# Pakt Stabilności dla Europy Południowo-Wschodniej
Pakt Stabilności dla Europy Południowo-Wschodniej – przyjęty 10 czerwca 1999 w Kolonii. Utworzony z inicjatywy wspólnoty międzynarodowej plan demokratyzacji, utrwalania bezpieczeństwa i odbudowy gospodarczej na zasadach współpracy państw regionu oraz integracji z międzynarodowymi strukturami politycznymi i ekonomicznymi. Zrzesza ponad 40 państw i organizacji międzynarodowych, w tym między innymi UE, Rosję, Kanadę, Japonię oraz ONZ, OBWE, NATO. Uczestnictwo w nim ma charakter dobrowolnej deklaracji politycznej. Stanowi on kontynuację Paktu Bezpieczeństwa i Stabilizacji w Europie, zwanego też planem Balladura. Bezpośredni nadzór nad jego realizacją przejęła Unia Europejska.